# 北海道道501号旭浜大樹停車場線
北海道道501号旭浜大樹停車場線（ほっかいどうどう501ごう あさひはまたいきていしゃじょうせん）は、北海道広尾郡大樹町を結ぶ一般道道である。

## 概要

### 路線データ
- 起点：北海道広尾郡大樹町旭浜
- 終点：北海道広尾郡大樹町寿通（旧国鉄 広尾線 大樹駅跡）
- 総距離：14.2 km（内、重複区間2.0 km）

## 歴史
- 1965年（昭和40年）3月26日 - 路線認定[1]。

## 路線状況

### 重複区間
大樹町
- 中島 - 中島（国道336号）
- 寿通 - 寿通（北海道道622号幸徳大樹停車場線・北海道道773号萠和大樹停車場線）

## 地理

### 通過する自治体
- 十勝総合振興局
  - 広尾郡大樹町

### 主な接続道路
大樹町
- 北海道道1037号広尾大樹線 - 旭浜
- 国道336号 - 中島（重複）
- 北海道道622号幸徳大樹停車場線 - 寿通（重複）
- 北海道道773号萠和大樹停車場線 - 寿通（重複）

### 道の駅
大樹町
- 道の駅コスモール大樹 - 西本通